# Sydstaden
Sydstaden (tysk: Südstadt) er en bydel med næsten 4.000 indbyggere[kilde mangler] i det sydlige Flensborg. Sydstaden afgrænses i vest af Sporskifte (Sophiegård), i nordvest af Friserbjerg (Eksercerløkke), i nord af den indre by, i øst af Sandbjerg (Fiskergaarden og Sønderup). 
Administrativt omfatter Sydstaden de statistiske distrikter Martinsbjerg (Martinsberg, beliggende syd for Munketoft og den indre by), Rude (beliggende syd for udfaldsvejene til Slesvig by og Husum) og Pælevad (Peelwatt, beliggende syd for Rude). Rude blev allerede indlemmet i Flensborg i 1398. Sydstaden er formodentlig en senere analogidannelse fra Nordstaden. Ofte omtales området bare som det sydlige Flensborg eller Rude (som området historisk må kaldes og som stadig er hovedkvarteret i det sydlige Flensborg). 
I Sydstaden/Rude findes store erhversområder med bl.a. Förde Park.